# Webster Kimball
Webster H. „Webb“ Kimball (* 21. Februar 1918 in Kalifornien; † 1. November 2006 in Vancouver, Washington) war ein US-amerikanischer Badmintonspieler.

## Karriere
Webster Kimball startete seine Karriere vor dem Zweiten Weltkrieg in Kalifornien. Von 1939 an war er im Lawrence Badminton Club aktiv. Nach dem Krieg gewann er 1946 in Burbank den kalifornischen Herrendoppeltitel gemeinsam mit David G. Freeman. Mit ihm startete er auch 1947 bei den nationalen Titelkämpfen und gewann dort seinen einzigen US-amerikanischen Titel.

## Sportliche Erfolge
| Saison | Veranstaltung               | Disziplin    | Platz | Name                             |
| ------ | --------------------------- | ------------ | ----- | -------------------------------- |
| 1946   | Kalifornische Meisterschaft | Herrendoppel | 1     | David G. Freeman/Webster Kimball |
| 1947   | US Open                     | Herrendoppel | 1     | David G. Freeman/Webster Kimball |

## Referenzen
- Lawrence Journal-World, 9. Januar 1939: Win At Badminton
- Los Angeles Times, 7. April 1946: Freeman Paces Bird Tourney
- Los Angeles Times, 5. April 1947: Freeman Faces Loveday Tonight

| Personendaten    | Personendaten                      |
| ---------------- | ---------------------------------- |
| NAME             | Kimball, Webster                   |
| ALTERNATIVNAMEN  | Kimball, Webb; Kimball, Webster H. |
| KURZBESCHREIBUNG | US-amerikanischer Badmintonspieler |
| GEBURTSDATUM     | 21. Februar 1918                   |
| GEBURTSORT       | Kalifornien                        |
| STERBEDATUM      | 1. November 2006                   |
| STERBEORT        | Vancouver                          |